# Tazé Moore
Tazé Raekwon Moore (Memphis, 29 giugno 1998) è un cestista statunitense.

## Statistiche

### College
| Anno      | Squadra          | PG  | PT | MP   | TC%  | 3P%  | TL%  | RP  | AP  | PRP | SP  | PP   |
| --------- | ---------------- | --- | -- | ---- | ---- | ---- | ---- | --- | --- | --- | --- | ---- |
| 2016-2017 | CSUB Roadrunners | 24  | 0  | 10,8 | 47,9 | 29,4 | 63,6 | 2,0 | 0,9 | 0,8 | 0,2 | 2,4  |
| 2018-2019 | CSUB Roadrunners | 30  | 4  | 18,1 | 42,9 | 22,2 | 64,4 | 3,0 | 1,8 | 1,4 | 0,7 | 6,4  |
| 2019-2020 | CSUB Roadrunners | 31  | 25 | 24,9 | 48,2 | 36,0 | 65,2 | 3,8 | 1,9 | 1,2 | 0,9 | 11,5 |
| 2020-2021 | CSUB Roadrunners | 23  | 14 | 22,3 | 48,8 | 51,4 | 82,8 | 4,0 | 2,7 | 1,3 | 0,6 | 12,2 |
| 2021-2022 | Houston Cougars  | 36  | 31 | 30,1 | 44,1 | 31,9 | 72,7 | 4,9 | 2,9 | 1,6 | 0,6 | 10,4 |
| Carriera  | Carriera         | 144 | 74 | 22,0 | 46,1 | 33,7 | 70,7 | 3,6 | 2,1 | 1,3 | 0,6 | 8,8  |

### NBA

#### Regular Season
| Anno      | Squadra             | PG | PT | MP   | TC%  | 3P%  | TL%  | RP  | AP  | PRP | SP  | PP  |
| --------- | ------------------- | -- | -- | ---- | ---- | ---- | ---- | --- | --- | --- | --- | --- |
| 2023-2024 | Portland T. Blazers | 4  | 0  | 10,0 | 42,1 | 14,3 | 50,0 | 2,0 | 1,3 | 0,5 | 0,0 | 4,5 |
| Carriera  | Carriera            | 4  | 0  | 10,0 | 42,1 | 14,3 | 50,0 | 2,0 | 1,3 | 0,5 | 0,0 | 4,5 |

### G League
| Anno      | Squadra        | PG | PT | MP   | TC%  | 3P%  | TL%  | RP  | AP  | PRP | SP  | PP   |
| --------- | -------------- | -- | -- | ---- | ---- | ---- | ---- | --- | --- | --- | --- | ---- |
| 2022-2023 | Texas Legends  | 39 | 24 | 28,6 | 49,0 | 35,3 | 70,6 | 5,7 | 2,7 | 1,3 | 0,6 | 10,8 |
| 2023-2024 | Texas Legends  | 19 | 5  | 28,4 | 41,6 | 22,1 | 75,0 | 5,2 | 3,9 | 1,5 | 0,5 | 9,0  |
| 2023-2024 | Rip City Remix | 22 | 18 | 30,7 | 49,8 | 35,1 | 73,3 | 5,1 | 7,2 | 1,4 | 0,4 | 15,6 |
| Carriera  | Carriera       | 80 | 47 | 29,1 | 47,7 | 32,4 | 72,4 | 5,4 | 4,2 | 1,4 | 0,5 | 11,7 |